# Baros 5
Het kampement Baros 5 ook bekend als het 6e Depot Bataljon en het Kale Koppenkamp (KKK) in Tjimahi, was tijdens de Japanse bezetting van Nederlands-Indië in de periode van april 1942 tot 25 oktober 1942 een interneringskamp. Het kamp lag ten zuiden van de spoorlijn bij de kampong Baros (Baros, Sukabumi). Het kampement bestond uit nieuw gebouwde barakken. Deze waren in de loop van 1939 al gebouwd. Het kamp was omheind met prikkeldraad en gedek.  
Naast krijgsgevangenenkamp, heeft het kamp van 11 oktober 1942 tot 23 augustus 1945 gediend als interneringskamp. Vanaf 23 augustus 1945 tot 23 november 1945 was dit een opvangkamp. In de laatste oorlogsperiode werden hier de resterende Nederlandse 'prominenten' uit bestuur en bedrijfsleven van Java geïnterneerd, evenals joodse mannen en vrijmetselaars. 